# Leśniewo Wielkie
Leśniewo Wielkie est un village de Pologne, situé dans le gmina de Janowiec Kościelny, dans le powiat de Nidzica, dans la voïvodie de Varmie-Mazurie.

## Source
- (en) Cet article est partiellement ou en totalité issu de l’article de Wikipédia en anglais intitulé « Leśniewo Wielkie » (voir la liste des auteurs).